# Lijst van plaatsen in Riau-archipel

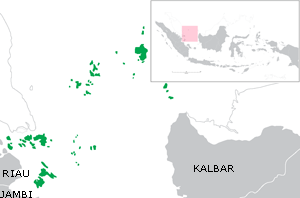
Locatie Riau-archipel

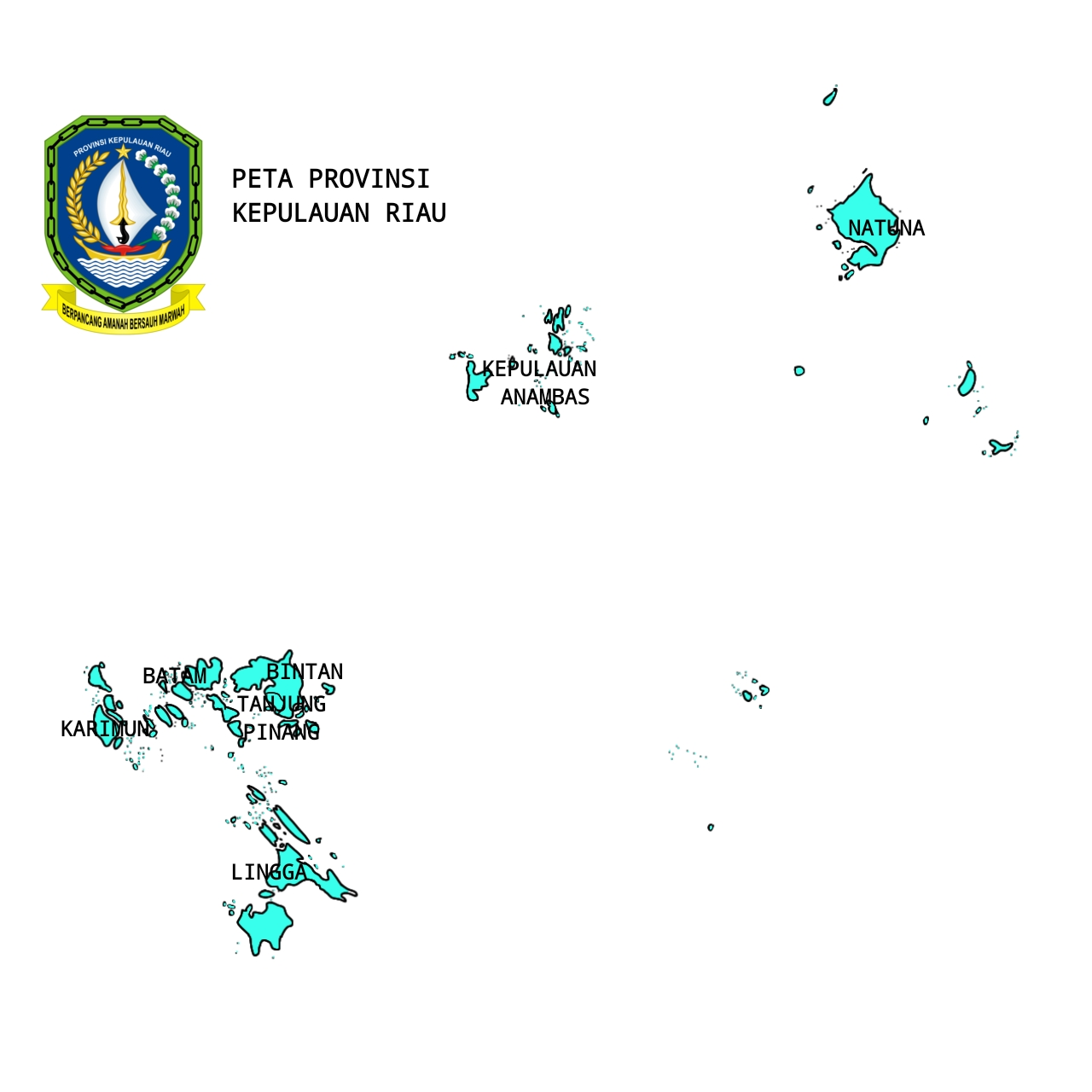
Riau-archipel

Hieronder een lijst van de plaatsen binnen de provincie Riau-archipel Indonesië in 2010 met de bestuursvorm op het 4de niveau. Dit 4de niveau, de zogenaamde Desa's en Kelurahan's volgt in de lijn van de Provincie (provinsi), Regentschap (kabupaten) en Onderdistrict (kecamatan).

De lijst is standaard gesorteerd op regentschap en onderdistrict.
De plaatsen met de bestuursvorm op het 4de niveau (desa/kecamatan) zijn een juridische gemeenschapseenheid met territoriale grenzen waar binnen de overheidsaangelegenheden en de belangen van de gemeenschap worden beheerd. Er is een eigen bestuur met bestuurshoofd en administratiekantoor. De plaatsen met de bestuursvorm op het 4de niveau zijn opgenomen in de statistieken van Indonesië.
In deze lijst staan geen algemeen bewoonde plaatsen (dorpen, gehuchten of buurtschappen), die geen zelfstandige bestuur hebben. Deze plaatsen krijgen op Wikipedia geen eigen pagina, maar worden waar nodig binnen deze plaatsen met bestuur opgenomen.

## Plaatsen met de bestuursvorm op het 4e niveau (desa/kecamatan) in de provincie Riau-archipel
| Plaats met een bestuur Desa/Kelurahan | Regentschap       | Onderdistrict                     |
| ------------------------------------- | ----------------- | --------------------------------- |
| Sungai Panas                          | Batam             | Batam Kota                        |
| Taman Baloi                           | Batam             | Batam Kota                        |
| Teluk Tering                          | Batam             | Batam Kota                        |
| Kibing                                | Batam             | Batu Aji                          |
| Tanjung Uncang                        | Batam             | Batu Aji                          |
| Kampung Seraya                        | Batam             | Batu Ampar                        |
| Sungai Jodoh                          | Batam             | Batu Ampar                        |
| Tanjung Sengkuang                     | Batam             | Batu Ampar                        |
| Kasu                                  | Batam             | Belakang Padang                   |
| Pecong                                | Batam             | Belakang Padang                   |
| Pemping                               | Batam             | Belakang Padang                   |
| Pulau Terong                          | Batam             | Belakang Padang                   |
| Sekanak Raya                          | Batam             | Belakang Padang                   |
| Tanjung Sari                          | Batam             | Belakang Padang                   |
| Sadai                                 | Batam             | Bengkong                          |
| Tanjung Buntung                       | Batam             | Bengkong                          |
| Pantai Gelam                          | Batam             | Bulang                            |
| Pulau Buluh                           | Batam             | Bulang                            |
| Pulau Setokok                         | Batam             | Bulang                            |
| Temoyong                              | Batam             | Bulang                            |
| Galang Baru                           | Batam             | Galang                            |
| Karas (Galang)                        | Batam             | Galang                            |
| Pulau Abang                           | Batam             | Galang                            |
| Rempang Cate                          | Batam             | Galang                            |
| Sembulang                             | Batam             | Galang                            |
| Sijantung                             | Batam             | Galang                            |
| Subang Mas                            | Batam             | Galang                            |
| Kampung Pelita                        | Batam             | Lubuk Baja                        |
| Lubuk Baja Kota                       | Batam             | Lubuk Baja                        |
| Tanjung Uma                           | Batam             | Lubuk Baja                        |
| Kabil                                 | Batam             | Nongsa                            |
| Ngenang                               | Batam             | Nongsa                            |
| Sambau                                | Batam             | Nongsa                            |
| Sagulung Kota                         | Batam             | Sagulung                          |
| Sungai Binti                          | Batam             | Sagulung                          |
| Sungai Langkai                        | Batam             | Sagulung                          |
| Sungai Lekop (Sagulung)               | Batam             | Sagulung                          |
| Sungai Pelunggut                      | Batam             | Sagulung                          |
| Tembesi                               | Batam             | Sagulung                          |
| Duriangkang                           | Batam             | Sei Beduk                         |
| Mangsang (Sei Beduk)                  | Batam             | Sei Beduk                         |
| Muka Kuning                           | Batam             | Sei Beduk                         |
| Tanjung Piayu                         | Batam             | Sei Beduk                         |
| Patam Lestari                         | Batam             | Sekupang                          |
| Sungai Harapan (Sekupang)             | Batam             | Sekupang                          |
| Tanjung Pinggir (Sekupang)            | Batam             | Sekupang                          |
| Tanjung Riau                          | Batam             | Sekupang                          |
| Tiban Baru                            | Batam             | Sekupang                          |
| Tiban Indah                           | Batam             | Sekupang                          |
| Tiban Lama                            | Batam             | Sekupang                          |
| Mapur (Bintan Pesisir)                | Bintan            | Bintan Pesisir                    |
| Numbing                               | Bintan            | Bintan Pesisir                    |
| Gunung Lengkuas                       | Bintan            | Bintan Timur                      |
| Kijang Kota                           | Bintan            | Bintan Timur                      |
| Sungai Enam                           | Bintan            | Bintan Timur                      |
| Sungai Lekop (Bintan Timur)           | Bintan            | Bintan Timur                      |
| Lancang Kuning                        | Bintan            | Bintan Utara                      |
| Tanjung Uban Kota                     | Bintan            | Bintan Utara                      |
| Tanjung Uban Selatan                  | Bintan            | Bintan Utara                      |
| Tanjung Uban Timur                    | Bintan            | Bintan Utara                      |
| Tanjung Uban Utara                    | Bintan            | Bintan Utara                      |
| Gunung Kijang (plaats)                | Bintan            | Gunung Kijang                     |
| Kawal                                 | Bintan            | Gunung Kijang                     |
| Malang Rapat                          | Bintan            | Gunung Kijang                     |
| Teluk Bakau (Gunung Kijang)           | Bintan            | Gunung Kijang                     |
| Dendun                                | Bintan            | Mantang                           |
| Mantang Baru                          | Bintan            | Mantang                           |
| Mantang Besar                         | Bintan            | Mantang                           |
| Mantang Lama                          | Bintan            | Mantang                           |
| Kuala Sempang                         | Bintan            | Seri Kuala Lobam                  |
| Tanjung Permai (Seri Kuala Lobam)     | Bintan            | Seri Kuala Lobam                  |
| Teluk Lobam                           | Bintan            | Seri Kuala Lobam                  |
| Teluk Sasah                           | Bintan            | Seri Kuala Lobam                  |
| Kampung Hilir (Tambelan)              | Bintan            | Tambelan                          |
| Kampung Melayu (Tambelan)             | Bintan            | Tambelan                          |
| Kukup                                 | Bintan            | Tambelan                          |
| Pengikik                              | Bintan            | Tambelan                          |
| Pulau Mentebung                       | Bintan            | Tambelan                          |
| Pulau Pinang (Tambelan)               | Bintan            | Tambelan                          |
| Teluk Sekuni                          | Bintan            | Tambelan                          |
| Pangkil                               | Bintan            | Teluk Bintan                      |
| Penaga                                | Bintan            | Teluk Bintan                      |
| Pengujan                              | Bintan            | Teluk Bintan                      |
| Tembeling (Teluk Bintan)              | Bintan            | Teluk Bintan                      |
| Tembeling Tanjung                     | Bintan            | Teluk Bintan                      |
| Ekang Anculai                         | Bintan            | Teluk Sebong                      |
| Kota Baru (Teluk Sebong)              | Bintan            | Teluk Sebong                      |
| Pengudang                             | Bintan            | Teluk Sebong                      |
| Sebong Lagoi                          | Bintan            | Teluk Sebong                      |
| Sebong Pereh                          | Bintan            | Teluk Sebong                      |
| Sri Bintan                            | Bintan            | Teluk Sebong                      |
| Toapaya (plaats)                      | Bintan            | Toapaya                           |
| Toapaya Asri                          | Bintan            | Toapaya                           |
| Toapaya Selatan                       | Bintan            | Toapaya                           |
| Toapaya Utara                         | Bintan            | Toapaya                           |
| Buru (plaats)                         | Karimun           | Buru                              |
| Lubuk Puding                          | Karimun           | Buru                              |
| Tanjung Batu Kecil                    | Karimun           | Buru                              |
| Tanjung Hutan                         | Karimun           | Buru                              |
| Durai (plaats)                        | Karimun           | Durai                             |
| Sanglar (Durai)                       | Karimun           | Durai                             |
| Semembang                             | Karimun           | Durai                             |
| Tanjung Kilang                        | Karimun           | Durai                             |
| Lubuk Semut                           | Karimun           | Karimun                           |
| Parit (Karimun)                       | Karimun           | Karimun                           |
| Sungai Lakam                          | Karimun           | Karimun                           |
| Tanjung Balai Karimun                 | Karimun           | Karimun                           |
| Teluk Air                             | Karimun           | Karimun                           |
| Tulang                                | Karimun           | Karimun                           |
| Lubuk (Kundur)                        | Karimun           | Kundur                            |
| Ngal                                  | Karimun           | Kundur                            |
| Sungai Sebesi                         | Karimun           | Kundur                            |
| Sungai Ungar                          | Karimun           | Kundur                            |
| Tanjung Batu Barat                    | Karimun           | Kundur                            |
| Tanjung Batu Kota                     | Karimun           | Kundur                            |
| Gemuruh (Kundur Barat)                | Karimun           | Kundur Barat                      |
| Kundur (Kundur Barat)                 | Karimun           | Kundur Barat                      |
| Lebuh                                 | Karimun           | Kundur Utara                      |
| Penarah                               | Karimun           | Kundur Utara                      |
| Sawang Laut                           | Karimun           | Kundur Barat                      |
| Sawang Selatan                        | Karimun           | Kundur Barat                      |
| Sebele                                | Karimun           | Kundur Utara                      |
| Sungai Asam (Kundur Utara)            | Karimun           | Kundur Utara                      |
| Sungai Ungar Utara                    | Karimun           | Kundur Utara                      |
| Teluk Radang                          | Karimun           | Kundur Utara                      |
| Urung                                 | Karimun           | Kundur Utara                      |
| Urung Barat                           | Karimun           | Kundur Utara                      |
| Batu Limau                            | Karimun           | Kundur                            |
| Baran (Meral)                         | Karimun           | Meral                             |
| Meral Kota                            | Karimun           | Meral                             |
| Pangke                                | Karimun           | Meral                             |
| Pasir Panjang (Meral)                 | Karimun           | Meral                             |
| Sungai Raya (Meral)                   | Karimun           | Meral                             |
| Keban (Moro)                          | Karimun           | Moro                              |
| Moro (Moro)                           | Karimun           | Moro                              |
| Pauh (Moro)                           | Karimun           | Moro                              |
| Selat Mie                             | Karimun           | Moro                              |
| Sugie                                 | Karimun           | Moro                              |
| Tanjung Pelanduk                      | Karimun           | Moro                              |
| Darusalam                             | Karimun           | Tebing                            |
| Kapling                               | Karimun           | Tebing                            |
| Pamak                                 | Karimun           | Tebing                            |
| Pongkar                               | Karimun           | Tebing                            |
| Tebing (Tebing)                       | Karimun           | Tebing                            |
| Teluk Uma                             | Karimun           | Tebing                            |
| Genting Pulur                         | Kepulauan Anambas | Jemaja Timur                      |
| Kuala Maras                           | Kepulauan Anambas | Jemaja Timur                      |
| Ulu Maras                             | Kepulauan Anambas | Jemaja Timur                      |
| Impol                                 | Kepulauan Anambas | Jemaja                            |
| Keramut                               | Kepulauan Anambas | Jemaja                            |
| Letung                                | Kepulauan Anambas | Jemaja                            |
| Mampok                                | Kepulauan Anambas | Jemaja                            |
| Rewak                                 | Kepulauan Anambas | Jemaja                            |
| Sunggak                               | Kepulauan Anambas | Jemaja                            |
| Langir                                | Kepulauan Anambas | Pal Matak                         |
| Mubur                                 | Kepulauan Anambas | Pal Matak                         |
| Payalaman                             | Kepulauan Anambas | Pal Matak                         |
| Piabung                               | Kepulauan Anambas | Pal Matak                         |
| Putik                                 | Kepulauan Anambas | Pal Matak                         |
| Tebang                                | Kepulauan Anambas | Pal Matak                         |
| Kiabu                                 | Kepulauan Anambas | Siantan Selatan                   |
| Lingai                                | Kepulauan Anambas | Siantan Selatan                   |
| Mengkait                              | Kepulauan Anambas | Siantan Selatan                   |
| Telaga (Siantan Selatan)              | Kepulauan Anambas | Siantan Selatan                   |
| Telaga Kecil                          | Kepulauan Anambas | Siantan Selatan                   |
| Tiangau                               | Kepulauan Anambas | Siantan Selatan                   |
| Teluk Siantan                         | Kepulauan Anambas | Siantan Tengah                    |
| Munjan                                | Kepulauan Anambas | Siantan Timur                     |
| Nyamuk                                | Kepulauan Anambas | Siantan Timur                     |
| Desa Persiapan Terempa Selatan        | Kepulauan Anambas | Siantan                           |
| Desa Persiapan Terempa Timur          | Kepulauan Anambas | Siantan                           |
| Terempa                               | Kepulauan Anambas | Siantan                           |
| Terempa Barat                         | Kepulauan Anambas | Siantan                           |
| Daik                                  | Lingga            | Lingga                            |
| Kelombok                              | Lingga            | Lingga                            |
| Kelumu                                | Lingga            | Lingga                            |
| Kerandin                              | Lingga            | Lingga                            |
| Kudung                                | Lingga            | Lingga                            |
| Mentuda                               | Lingga            | Lingga                            |
| Mepar                                 | Lingga            | Lingga                            |
| Merawang (Lingga)                     | Lingga            | Lingga                            |
| Musai                                 | Lingga            | Lingga                            |
| Panggak Darat                         | Lingga            | Lingga                            |
| Panggak Laut                          | Lingga            | Lingga                            |
| Pekajang                              | Lingga            | Lingga                            |
| Pekaka                                | Lingga            | Lingga                            |
| Penuba                                | Lingga            | Lingga                            |
| Selayar                               | Lingga            | Lingga                            |
| Duara                                 | Lingga            | Lingga Utara                      |
| Limbung (Lingga Utara)                | Lingga            | Lingga Utara                      |
| Linau (Lingga Utara)                  | Lingga            | Lingga Utara                      |
| Pancur (Lingga Utara)                 | Lingga            | Lingga Utara                      |
| Resun                                 | Lingga            | Lingga Utara                      |
| Sekanah                               | Lingga            | Lingga Utara                      |
| Teluk (Lingga Utara)                  | Lingga            | Lingga Utara                      |
| Mamut                                 | Lingga            | Senayang                          |
| Mensanak                              | Lingga            | Senayang                          |
| Pulau Batang                          | Lingga            | Senayang                          |
| Pulau Medang                          | Lingga            | Senayang                          |
| Rejai                                 | Lingga            | Senayang                          |
| Senayang (plaats)                     | Lingga            | Senayang                          |
| Tanjung Kelit                         | Lingga            | Senayang                          |
| Temiang (Senayang)                    | Lingga            | Senayang                          |
| Jagoh                                 | Lingga            | Singkep Barat                     |
| Kuala Raya                            | Lingga            | Singkep Barat                     |
| Marok Tua                             | Lingga            | Singkep Barat                     |
| Raya (Singkep Barat)                  | Lingga            | Singkep Barat                     |
| Sungai Harapan (Singkep Barat)        | Lingga            | Singkep Barat                     |
| Sungai Raya (Singkep Barat)           | Lingga            | Singkep Barat                     |
| Kote                                  | Lingga            | Singkep                           |
| Lanjut                                | Lingga            | Singkep                           |
| Marok Kecil                           | Lingga            | Singkep                           |
| Sedamai                               | Lingga            | Singkep                           |
| Batubi Jaya                           | Natuna            | Bunguran Barat                    |
| Binjai (Bunguran Barat)               | Natuna            | Bunguran Barat                    |
| Gunung Putri (Bunguran Barat)         | Natuna            | Bunguran Barat                    |
| Mekar Jaya (Bunguran Barat)           | Natuna            | Bunguran Barat                    |
| Pian Tengah                           | Natuna            | Bunguran Barat                    |
| Sedanau                               | Natuna            | Bunguran Barat                    |
| Sedanau Timur                         | Natuna            | Bunguran Barat                    |
| Sedarat Baru                          | Natuna            | Bunguran Barat                    |
| Semedang                              | Natuna            | Bunguran Barat                    |
| Cemaga Selatan                        | Natuna            | Bunguran Selatan                  |
| Cemaga Tengah                         | Natuna            | Bunguran Selatan                  |
| Cemaga Utara                          | Natuna            | Bunguran Selatan                  |
| Ceruk                                 | Natuna            | Bunguran Timur Laut               |
| Kelanga                               | Natuna            | Bunguran Timur Laut               |
| Limau Manis (Bunguran Timur Laut)     | Natuna            | Bunguran Timur Laut               |
| Pengadah                              | Natuna            | Bunguran Timur Laut               |
| Sebadai Hulu                          | Natuna            | Bunguran Timur Laut               |
| Selemam                               | Natuna            | Bunguran Timur Laut               |
| Tanjung (Bunguran Timur Laut)         | Natuna            | Bunguran Timur Laut               |
| Air Lengit                            | Natuna            | Bunguran Tengah                   |
| Harapan Jaya (Bunguran Timur Laut)    | Natuna            | Bunguran Tengah                   |
| Tapau                                 | Natuna            | Bunguran Tengah                   |
| Bandarsyah                            | Natuna            | Bunguran Timur                    |
| Batu Gajah (Bunguran Timur)           | Natuna            | Bunguran Timur                    |
| Ranai Darat                           | Natuna            | Bunguran Timur                    |
| Ranai Kota                            | Natuna            | Bunguran Timur                    |
| Sepempang                             | Natuna            | Bunguran Timur                    |
| Sungai Ulu                            | Natuna            | Bunguran Timur                    |
| Belakang Gunung                       | Natuna            | Bunguran Utara                    |
| Gunung Durian                         | Natuna            | Bunguran Utara                    |
| Kelarik                               | Natuna            | Bunguran Utara                    |
| Kelarik Air Mali                      | Natuna            | Bunguran Utara                    |
| Kelarik Barat                         | Natuna            | Bunguran Utara                    |
| Kelarik Utara                         | Natuna            | Bunguran Utara                    |
| Seluan Barat                          | Natuna            | Bunguran Utara                    |
| Teluk Buton                           | Natuna            | Bunguran Utara                    |
| Air Kumpai                            | Natuna            | Midai                             |
| Gunung Jambat                         | Natuna            | Midai                             |
| Sabang Barat                          | Natuna            | Midai                             |
| Pulau Tiga (plaats)                   | Natuna            | Pulau Tiga                        |
| Sabang Mawang                         | Natuna            | Pulau Tiga                        |
| Sabang Mawang Barat                   | Natuna            | Pulau Tiga                        |
| Sededap                               | Natuna            | Pulau Tiga                        |
| Selading                              | Natuna            | Pulau Tiga                        |
| Serantas                              | Natuna            | Pulau Tiga                        |
| Setumuk                               | Natuna            | Pulau Tiga                        |
| Tanjung Batang                        | Natuna            | Pulau Tiga                        |
| Tanjung Kumbik Utara                  | Natuna            | Pulau Tiga                        |
| Teluk Labuh                           | Natuna            | Pulau Tiga                        |
| Batu Berian                           | Natuna            | Serasan                           |
| Serasan (plaats)                      | Natuna            | Serasan                           |
| Tanjung Setelung                      | Natuna            | Serasan                           |
| Air Nusa                              | Natuna            | Serasan Timur                     |
| Meliah                                | Natuna            | Subi                              |
| Pulau Panjang (Subi)                  | Natuna            | Subi                              |
| Subi (plaats)                         | Natuna            | Subi                              |
| Subi Besar                            | Natuna            | Subi                              |
| Subi Besar Timur                      | Natuna            | Subi                              |
| Terayak                               | Natuna            | Subi                              |
| Sebelat                               | Natuna            | Midai                             |
| Kadur (Pulau Laut)                    | Natuna            | Pulau Laut                        |
| Tanjung Pala                          | Natuna            | Pulau Laut                        |
| Kampung Hilir (Serasan)               | Natuna            | Serasan                           |
| Tanjung Balau                         | Natuna            | Serasan                           |
| Kerdau                                | Natuna            | Subi                              |
| Meliah Selatan                        | Natuna            | Subi                              |
| Dompak                                | Tanjung Pinang    | Bukit Bestari                     |
| Sei Jang                              | Tanjung Pinang    | Bukit Bestari                     |
| Tanjung Ayun Sakti                    | Tanjung Pinang    | Bukit Bestari                     |
| Tanjung Unggat                        | Tanjung Pinang    | Bukit Bestari                     |
| Tanjungpinang Timur (plaats)          | Tanjung Pinang    | Bukit Bestari                     |
| Kemboja                               | Tanjung Pinang    | Tanjungpinang Barat               |
| Tanjungpinang Barat (plaats)          | Tanjung Pinang    | Tanjungpinang Barat               |
| Kampung Bugis (Tanjungpinang Kota)    | Tanjung Pinang    | Tanjungpinang Kota                |
| Penyengat (Tanjungpinang Kota)        | Tanjung Pinang    | Tanjungpinang Kota                |
| Senggarang                            | Tanjung Pinang    | Tanjungpinang Kota                |
| Tanjungpinang Kota (plaats)           | Tanjung Pinang    | Tanjungpinang Kota                |
| Kampung Bulang                        | Tanjung Pinang    | Tanjungpinang Timur               |
| Melayu Kota Piring                    | Tanjung Pinang    | Tanjungpinang Timur               |
| Pinang Kencana                        | Tanjung Pinang    | Tanjungpinang Timur Riouwarchipel |
| Baloi Permai                          | Batam             | Batam Kota                        |
| Belian                                | Batam             | Batam Kota                        |
| Bukit Tempayan                        | Batam             | Batu Aji                          |
| Buliang                               | Batam             | Batu Aji                          |
| Batu Merah                            | Batam             | Batu Ampar                        |
| Bengkong Indah                        | Batam             | Bengkong                          |
| Bengkong Laut                         | Batam             | Bengkong                          |
| Batu Legong                           | Batam             | Bulang                            |
| Bulang Lintang                        | Batam             | Bulang                            |
| Air Raja (Galang)                     | Batam             | Galang                            |
| Baloi Indah                           | Batam             | Lubuk Baja                        |
| Batu Selicin                          | Batam             | Lubuk Baja                        |
| Batu Besar                            | Batam             | Nongsa                            |
| Air Glubi                             | Bintan            | Bintan Pesisir                    |
| Busung                                | Bintan            | Seri Kuala Lobam                  |
| Batu Lepuk                            | Bintan            | Tambelan                          |
| Bintan Buyu                           | Bintan            | Teluk Bintan                      |
| Berakit                               | Bintan            | Teluk Sebong                      |
| Bukit Padi                            | Kepulauan Anambas | Jemaja Timur                      |
| Air Biru                              | Kepulauan Anambas | Jemaja                            |
| Candi (Pal Matak)                     | Kepulauan Anambas | Pal Matak                         |
| Air Asuk                              | Kepulauan Anambas | Siantan Tengah                    |
| Air Sena                              | Kepulauan Anambas | Siantan Tengah                    |
| Batu Belah (Siantan Timur)            | Kepulauan Anambas | Siantan Timur                     |
| Bukit Langkap (Lingga)                | Lingga            | Linga                             |
| Batu Belubang (Senayang)              | Lingga            | Senayang                          |
| Benan                                 | Lingga            | Senayang                          |
| Bakong (Singkep Barat)                | Lingga            | Singkep Barat                     |
| Batu Berdaun                          | Lingga            | Singkep                           |
| Batu Kacang                           | Lingga            | Singkep                           |
| Berhala                               | Lingga            | Singkep                           |
| Berindat                              | Lingga            | Singkep                           |
| Dabo Lama                             | Lingga            | Singkep                           |
| Cemaga                                | Natuna            | Bunguran Selatan                  |
| Air Putih (Midai)                     | Natuna            | Midai                             |
| Air Payang                            | Natuna            | Pulau Laut                        |
| Arung Ayam                            | Natuna            | Serasan Timur                     |
| Batu Belanak                          | Natuna            | Midai                             |
| Air Ringau                            | Natuna            | Serasan Timur                     |
| Bukit Cermin                          | Tanjung Pinang    | Tanjungpinang Barat               |
| Air Raja (Tanjungpinang Timur)        | Tanjung Pinang    | Tanjungpinang Timur               |
| Batu Sembilan                         | Tanjung Pinang    | Tanjungpinang Timur               |
| Batam (stad)                          |                   |                                   |
| Tanjung Pinang (stad)                 |                   |                                   |